# Calle Pleasant (Metro de Boston)
Calle Pleasant  es una estación en el Ramal B de la línea Verde del Metro de Boston. La estación se encuentra localizada en la Avenida Commonwealth y la Calle Pleasant en Boston, Massachusetts.  La Autoridad de Transporte de la Bahía de Massachusetts es la encargada por el mantenimiento y administración de la estación.

## Descripción
La estación Calle Pleasant cuenta con 2 plataformas laterales y 2 vías. 

## Conexiones
La estación es abastecida por las siguientes conexiones: 
- Rutas: Ninguna